# Conistra milleri
Conistra milleri là một loài bướm đêm trong họ Noctuidae.